# Gisela Sánchez
Ana Gisela Sánchez Maroto (1974) es una ingeniera industrial y ejecutiva costarricense especializada en administración de empresas, finanzas y estrategia. En noviembre de 2023 es electacomo presidenta del Banco Centroamericano de Integración Económica y posicionada oficialmente en diciembre de ese mismo año siendo la primera mujer en la historia de la institución en ocupar el cargo.

## Trayectoria
Sánchez es Ingeniera industrial y cuenta con una Maestría en Administración de Empresas, es especialista en Estrategia, Finanzas y Mercadeo de la Universidad de Northwestern, Kellog School of Management.
Ha trabajado como consultora para gobiernos, ONG y compañías en Centroamérica en las áreas de competitividad y responsabilidad social empresarial. Trabajó como investigadora y coordinadora de proyectos del Centro Latinoamericano para la Competitividad y Desarrollo Sostenible del INCAE Business School y en el 2001, inició su trabajo en la Fundación AVINA en Latinoamérica donde ocupó la posición de gerente de iniciativas estratégicas apoyando el desarrollo de líderes sociales y ambientales en la región latinoamericana. 
Ha sido Directora Regional de Estrategia de BAC Credomatic, en 2008 fue Directora de Relaciones Corporativas de Florida Ice & Farm Company (FIFCO), siendo fundadora de una división dedicada a la nutrición de personas marginadas. Lideró en 2010 Amcham asumiendo posteriormente la presidencia.  En enero de 2023 fue nombrada presidenta de la Fundación Crusa dedicada a la tecnología y desarrollo sostenible.
En 2023 se convirtió en la primera mujer elegida para asumir la Presidencia Ejecutiva del Banco Centroamericano de Integración Económica. Fue elegida el noviembre del 2023 al frente de este organismo financiero regional durante una reunión extraordinaria de la Asamblea de Gobernadores conformada por los ministros de Hacienda y Finanzas de los países miembros de la entidad realizada en Tegucigalpa. Desde diciembre de 2023 se posicionó al frente del puesto por un periodo de 5 años, sustituyendo al hondureño Dante Mossi, siendo la primera mujer en los más de 60 años de historia del organismo en estar al frente de este organismo. Ella es la tercera persona costarricense en el puesto: el primero fue Rolando Ramírez entre 1988 y 1991 y el segundo Federico Álvarez entre 1991 y 1993.

“Agradezco la confianza depositada por los países miembros del BCIE para designarme en este cargo en el que me enfocaré no solo en maximizar los resultados financieros del Banco, si no también en que se convierta en un catalizador de valor para los centroamericanos y, sobre todo, para quienes más lo necesitan, de manera sostenible con el medio ambiente” 
Gisela Sánchez en su discurso de juramentación como Presidenta del BCIE (2023)

### Mujeres en el liderazgo económico internacional
Sánchez se ha posicionado a favor del medio ambiente y de las tecnologías sostenibles. También ha manifestado su compromiso en la defensa del liderazgo femenino en las empresas. “Creo fielmente que cuando las mujeres tenemos la posibilidad de trabajar duro, lo hacemos y lo hacemos con excelencia para abrirle paso a otras mujeres”, señaló Sánchez al confirmarse su elección al frente del BCIE.

## Publicaciones
- Infraestructura de Transportes en Centroamérica (1996).
- Corredor Pacífico Centroamericano (1996).
- 10 Casos sobre Buenas Prácticas en Responsabilidad Social Empresarial (2006).
- El Potencial Competitivo de Guatemala (2005).

## Reconocimientos
- (2013) Premio Stephan Schmidheiny a la Innovación en Sostenibilidad.
- (2015) Premio John Mc Nulty.
- Ha sido nominada dos veces como una de las 50 mujeres más influyentes de Centroamérica por parte de la Revista Forbes.[4]
- (2022) primera persona latinoamericana en recibir el reconocimiento como “Intraemprendedora del año 2022” de la Fundación Schwab y el Foro Económico Mundial.[14]